# Vuelta a Murcia 2021
La 41.ª edición de la clásica ciclista Vuelta a Murcia fue una carrera en España celebrada el 23 de mayo de 2021 con inicio en la ciudad de Los Alcázares y final en la ciudad de Alcantarilla sobre un recorrido de 192,40 kilómetros.
La carrera formó parte del UCI Europe Tour 2021, calendario ciclístico de los Circuitos Continentales UCI, dentro de la categoría 1.1 y fue ganada por el español Antonio Jesús Soto del Euskaltel-Euskadi. Completaron el podio, como segundo y tercer clasificado respectivamente, los también españoles Ángel Madrazo del Burgos-BH y Gonzalo Serrano del Movistar.

## Equipos participantes
Tomaron parte en la carrera 15 equipos: 3 de categoría UCI WorldTeam, 7 de categoría UCI ProTeam y 5 de categoría Continental. Formaron así un pelotón de 99 ciclistas de los que acabaron 46. Los equipos participantes fueron:
| WorldTeams (3)- Astana-Premier Tech - Movistar Team - UAE Team Emirates ProTeams (7)- Burgos-BH - Caja Rural-Seguros RGA - Euskaltel-Euskadi - Gazprom-RusVelo - Equipo Kern Pharma - Rally Cycling - Sport Vlaanderen-Baloise Equipos continentales (5)- Bahrain Cycling Academy - Electro Hiper Europa - Gios - Global 6 Cycling - Louletano-Loulé Concelho |
| |

## Clasificación final
- Las clasificaciones finalizaron de la siguiente forma:[3]

| \| Clasificación general \| Clasificación general \| Clasificación general \| Clasificación general \| Clasificación general \| \| Ciclista \| Ciclista \| Equipo \| Tiempo \| \| \| --------------------- \| ------------------------- \| --------------------- \| --------------------- \| --------------------- \| \| 1.º \| Antonio Jesús Soto \| Euskaltel-Euskadi \| 4 h 42 min 19 s \| \| \| 2.º \| Ángel Madrazo \| Burgos-BH \| + 31 s \| \| \| 3.º \| Gonzalo Serrano Rodríguez \| Movistar Team \| + 31 s \| \| \| 4.º \| José Joaquín Rojas \| Movistar Team \| + 31 s \| \| \| 5.º \| Ryan Gibbons \| UAE Team Emirates \| + 31 s \| \| \| 6.º \| Jesús Ezquerra \| Burgos-BH \| + 31 s \| \| \| 7.º \| Carlos Canal \| Burgos-BH \| + 31 s \| \| \| 8.º \| Gotzon Martín \| Euskaltel-Euskadi \| + 31 s \| \| \| 9.º \| Jonas Gregaard \| Astana-Premier Tech \| + 31 s \| \| \| 10.º \| Unai Cuadrado \| Euskaltel-Euskadi \| + 31 s \| \| |                           |                     |                 |
| |                           |                     |                 |
| Fuente: ProCyclingStats |                           |                     |                 |
| Clasificación general |                           |                     |                 |
| Ciclista | Ciclista                  | Equipo              | Tiempo          |
| 1.º | Antonio Jesús Soto        | Euskaltel-Euskadi   | 4 h 42 min 19 s |
| 2.º | Ángel Madrazo             | Burgos-BH           | + 31 s          |
| 3.º | Gonzalo Serrano Rodríguez | Movistar Team       | + 31 s          |
| 4.º | José Joaquín Rojas        | Movistar Team       | + 31 s          |
| 5.º | Ryan Gibbons              | UAE Team Emirates   | + 31 s          |
| 6.º | Jesús Ezquerra            | Burgos-BH           | + 31 s          |
| 7.º | Carlos Canal              | Burgos-BH           | + 31 s          |
| 8.º | Gotzon Martín             | Euskaltel-Euskadi   | + 31 s          |
| 9.º | Jonas Gregaard            | Astana-Premier Tech | + 31 s          |
| 10.º | Unai Cuadrado             | Euskaltel-Euskadi   | + 31 s          |

## UCI World Ranking
La Vuelta a Murcia otorgó puntos para el UCI World Ranking para corredores de los equipos en las categorías UCI WorldTeam, UCI ProTeam y Continental. Las siguientes tablas muestran el baremo de puntuación y los 10 corredores que obtuvieron más puntos:
| Posición   | 1.º | 2.º | 3.º | 4.º | 5.º | 6.º | 7.º | 8.º | 9.º | 10.º | 11.º | 12.º | 13.º-15.º | 16.º-25.º |
| Puntuación | 125 | 85  | 70  | 60  | 50  | 40  | 35  | 30  | 25  | 20   | 15   | 10   | 5         | 3         |

| Clasificación |                    |                     |        |
| Posición      | Ciclista           | Equipo              | Puntos |
| ------------- | ------------------ | ------------------- | ------ |
| 1.º           | Antonio Jesús Soto | Euskaltel-Euskadi   | 125    |
| 2.º           | Ángel Madrazo      | Burgos-BH           | 85     |
| 3.º           | Gonzalo Serrano    | Movistar            | 70     |
| 4.º           | José Joaquín Rojas | Movistar            | 60     |
| 5.º           | Ryan Gibbons       | UAE Emirates        | 50     |
| 6.º           | Jesús Ezquerra     | Burgos-BH           | 40     |
| 7.º           | Carlos Canal       | Burgos-BH           | 35     |
| 8.º           | Gotzon Martín      | Euskaltel-Euskadi   | 30     |
| 9.º           | Jonas Gregaard     | Astana-Premier Tech | 25     |
| 10.º          | Unai Cuadrado      | Euskaltel-Euskadi   | 20     |